# Nikoła Ǵorǵiew
Nikoła Ǵorǵiew (ur. 23 lipca 1988 w Strumicy) – macedoński siatkarz, grający na pozycji atakującego, reprezentant Macedonii Północnej. 
Jego młodszy brat Ǵorǵi również jest siatkarzem i gra na pozycji rozgrywającego. 

## Sukcesy klubowe
Puchar Serbii:
- 2008

Liga serbska:
- 2009
- 2008

Liga francuska:
- 2015[3]

Liga japońska:
- 2017
- 2016

Puchar Słowenii:
- 2022[4], 2023[5]

MEVZA - Liga Środkowoeuropejska:
- 2022[6], 2023[7]

Liga słoweńska:
- 2022[8], 2023[9], 2024[10]

## Sukcesy reprezentacyjne
Liga Europejska:
- 2015, 2016, 2017
- 2014

## Nagrody indywidualne
- 2015: Najlepszy przyjmujący Ligi Europejskiej[11]
- 2016: Najlepszy atakujący Ligi Europejskiej
- 2017: Najlepszy atakujący Ligi Europejskiej
- 2023: MVP finału Pucharu Słowenii